# Barrio de San Francisco
Barrio de San Francisco är en ort i kommunen San Mateo Atenco i delstaten Mexiko i Mexiko. Samhället hade 1 003 invånare vid folkräkningen 2020.